# Jeff Hartwig
Jeff Hartwig (Saint Louis, 25 settembre 1967) è un ex astista statunitense, vicecampione mondiale indoor a Maebashi 1999, alle spalle del francese Jean Galfione.

## Biografia
Ha un primato personale di 6,03 m all'aperto e di 6,02 m in sala e per questo è tra i pochissimi atleti al mondo riusciti a  valicare la misura di 6 metri sia outdoor che indoor.
Atleta dalla carriera estremamente longeva, detiene il primato mondiale over 35 (5,86 m) e over 40 (5,70 m) .

## Palmarès
| Anno | Manifestazione  | Sede     | Evento           | Risultato | Prestazione | Note                        |
| ---- | --------------- | -------- | ---------------- | --------- | ----------- | --------------------------- |
| 1999 | Mondiali indoor | Maebashi | Salto con l'asta | Argento   | 5,95 m      | Record nord-centroamericano |
| 2007 | Mondiali        | Osaka    | Salto con l'asta | 15º (q)   | 5,55 m      |                             |
| 2008 | Giochi olimpici | Pechino  | Salto con l'asta | 20º (q)   | 5,55 m      |                             |

## Altre competizioni internazionali
2002
- Oro alla IAAF Grand Prix Final ( Parigi), salto con l'asta - 5,75 m [2]

2003
- Oro ai Goodwill Games ( Uniondale), salto con l'asta - 6,01 m   [3]